# Delirium (Zeitschrift)
delirium ist eine Schweizer Literaturzeitschrift, die zwei Mal jährlich online und gedruckt erscheint. Sie wurde 2013 in Zürich als Plattform für literarische Debatten gegründet. Allen literarischen Beiträgen wird jeweils eine Analyse beigestellt, die Kritiker verfassen. Seit 2015 trägt sie den Untertitel «Zeitschrift gegen Literatur».

## Konzeption
Auf der Internetseite der Zeitschrift steht unter „delirium in vier Punkten“:
1. „Eine kostenlose Literaturzeitschrift für alle, die zweimal jährlich online und gedruckt erscheint.
2. Jeder literarische Text wird anschliessend in einer Kritik analysiert.
3. Eröffnet in Essays und literarischen Beiträgen Diskussionen, die sich über mehrere Ausgaben erstrecken.
4. Nutzt seinen Blog, um diese Debatten fortzuführen und neue anzureissen.“[1]

Gegründet wurde das Magazin, um einer fehlenden „Diskussion zwischen allen, die mit Literatur zu tun haben“, einen Ort zu geben, wie es im ersten Editorial heisst. Die abgedruckten literarischen Texte (Prosa, Drama und Lyrik) weisen einen Bezug zu den vorherigen Ausgaben auf: „Gefragt sind künstlerische Antworten auf die bereits erschienenen Texte.“
Einmal ausgewählt werden die Texte von Kritikerinnen und Kritikern, die sich ebenfalls beim Magazin beworben haben, kommentiert.

„Statt die sensiblen Dichter vor den bissigen Kritikern auf sicherer Distanz zu halten, werden die beiden im Magazin direkt miteinander konfrontiert. Das heisst: Alle publizierten Texte werden in der gleichen Ausgabe sogleich kritisch gewürdigt.[…] Auf die Kritik möge eine Kritik der Kritik folgen, und so weiter, auf dass ein endloser Diskurs immer neu entscheide, was und wie Kritik sei.“

Der zweite Teil der Zeitschrift widmet sich Essays, die sich mit den Zielen des Hefts auseinandersetzen.
Auf dem Blog erscheinen zusätzlich zu den Texten des Print-Hefts unveröffentlichte Essays.

## Presse
„weit gefehlt, wer denkt, die Kritiker fassten ihren Gegenstand der Harmonie zuliebe mit Samthandschuhen an. Hier wird mit dem Säbel gefochten, und notfalls wird auch der Zweihänder geschwungen.“

„Nicht nur den Autoren, auch den Lesern verlangen die jungen Magazinmacher einiges ab. Die intertextuellen Bezüge zwischen den halbjährlich erscheinenden Nummern stechen nicht ins Auge – sie werden von der Redaktion nicht hervorgehoben.“

- „Im Unterholz“, Neue Zürcher Zeitung, 14. Mai 2014
- „Magazine im Eigenverlag“, dieperspektive, 7. Oktober 2014
- „Literatur und Kritik im Gespräch“, Südostschweiz, 1. Juni 2015
- „Literatur und Kritik im Gespräch“, Zürcher Landbote, 5. Juni 2015
- „Literatur und Kritik im Gespräch“, Zürichsee-Zeitung, 5. Juni 2015
- „Das Magazin «Delirium»: Literaturkritik mit dem Zweihänder“, Neue Zürcher Zeitung, 1. Oktober 2015

- Eintrag in Viceversa Literatur: viceversaliteratur.ch
- Eintrag im Zurich Open Repository and Archive: zora.uzh.ch
- Eintrag im Informationsverbund Deutschschweiz: swissbib.ch